# حرب الغواصات المكثفة
حرب الغواصات المكثفة، شكل من أشكال حرب الغواصات التي مارستها ألمانيا في الأشهر الأولى من عام 1916،  مثلت حلا وسطًا سياسيًا ألمانيًا بين قواعد الجائزة المعترف بها دوليًا (والتي جعلت الغواصات غير فعالة فعليًا كغزاة تجاريين) وحرب غواصات غير مقيدة (غواصات تغرق السفن التجارية العاملة في مناطق الحرب المعينة دون سابق إنذار، ودون توفير ضمان سلامة الركاب أو الطاقم). تخلت ألمانيا عن السياسة في مايو 1916 بسبب الضغط السياسي الأمريكي الناشئ عن عدد من الحوادث، وأبرزها نسف العبارة عبر <i id="mwDQ">ساسكس</i>.